# Zebra Technologies

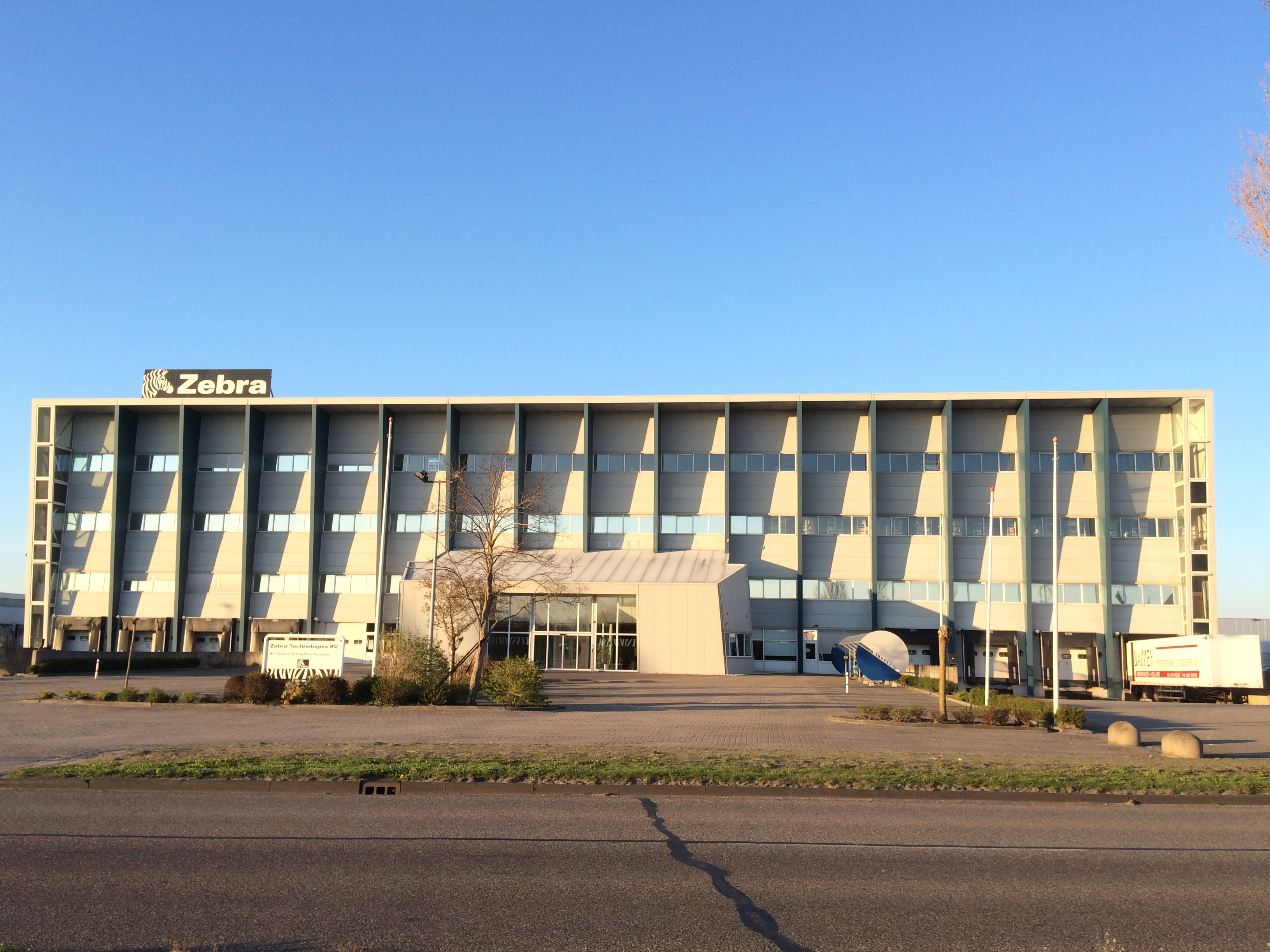
Standort des Unternehmens im niederländischen Heerenveen

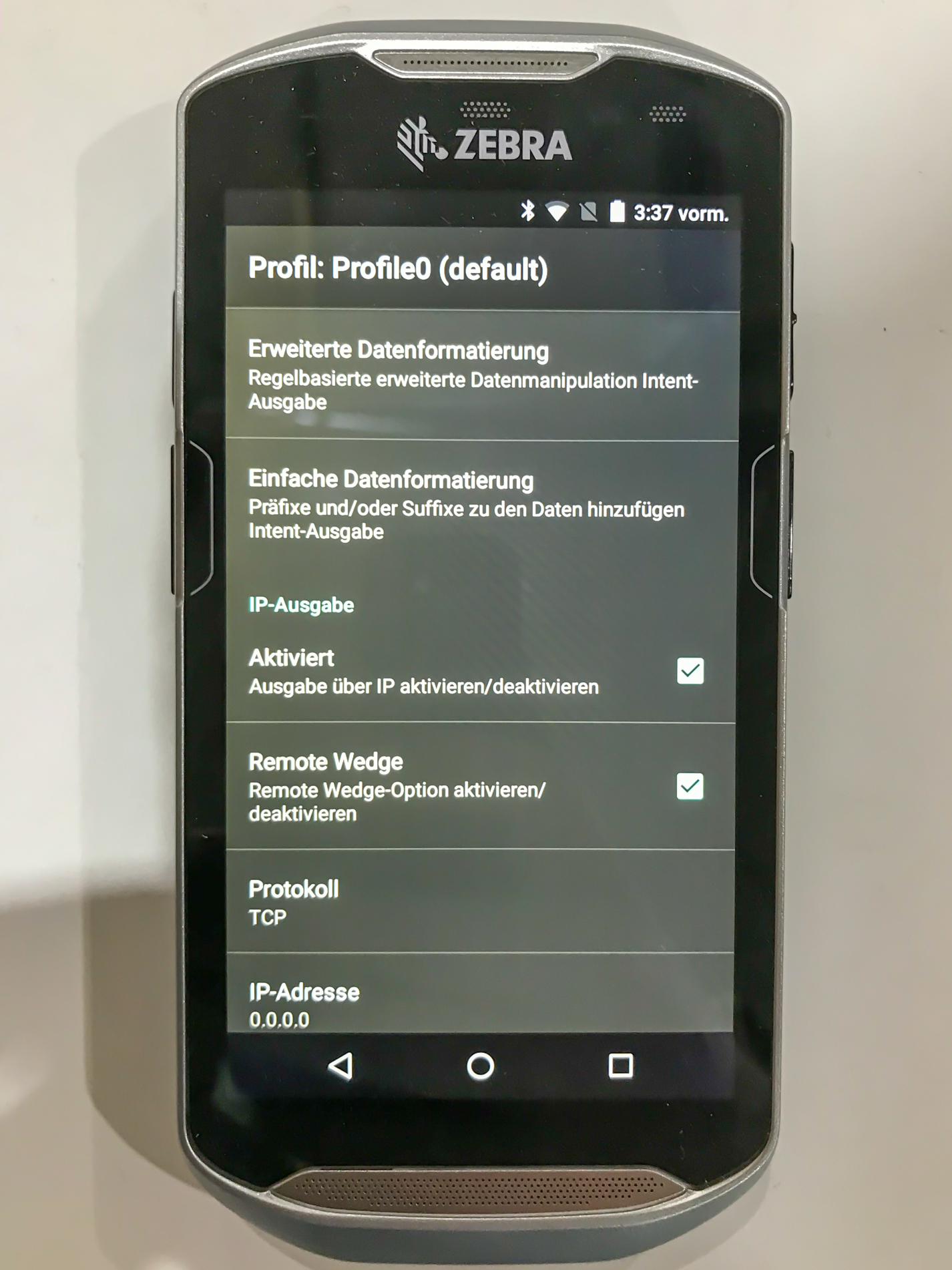
Zebra TC-56

Zebra Technologies ist ein US-amerikanischer Anbieter von Geräten und Software zur Datenerfassung und -verarbeitung. Zebra entwickelt und vertreibt Barcode-Scanner, RFID-Lesegeräte, mobile Computer, sowie Drucker zum Drucken von Coupons, Tickets und Belegen. Die Geräte des Unternehmens finden in verschiedenen Branchen Anwendung. Sie dienen unter anderem der Warenerfassung im Einzelhandel, der Etikettierung von Proben und der Erstellung von Patientenarmbändern im Gesundheitswesen und der Kommissionierung im Logistiksektor.
Das Unternehmen wurde 1969 unter dem Namen Data Specialties von Ed Kaplan und Gary Cless gegründet und stellte in der Anfangszeit elektromechanische Komponenten her. Die ersten Barcode-Drucker des Unternehmens wurden ab 1982 hergestellt. Im Zuge der Fokussierung auf Geräte für die On-Demand-Barcode-Etikettierung wurde die Firma 1986 in Zebra Technologies geändert. Eine Börsennotierung besteht seit 1991. Seit 2008 werden große Teile der Fertigung durch Jabil Circuit in China ausgeführt. Es bestehen über 100 Niederlassungen in 45 Ländern.